# Павло Ландовський
Павло Ландовський (11 вересня 1936 — 10 жовтня 2014), на прізвисько Ландяк, був чеським актором і драматургом, дисидентом, який підписав Хартію 77. Знімався у фільмах таких режисерів, як-от Їржі Менцель, Їржі Крейчік, Павел Юрачек, Мілош Форман та Ян Сверак.

## Життєпис
Ландовський народився в Гавличковому-Броді у 1936 році. Після закінчення навчання в середній машинобудівній школі, він чотири рази намагався вступити на театральний факультет у Празі, але безуспішно. Свою акторську кар'єру він розпочав як статист в обласному театрі в Тепліце. В 1960 році виступав в регіональному театрі в Шумперку. У 1961—1963 рр. працював у театрі Клатових, а в 1963-1965 рр. в театрі в Пардубіце.
В 1966 році потрапив у Празький драматичний клуб, де відбулася перша, ним написана вистава «Hodinový hoteliér» 11 травня 1969 року, і де він був співавтором своєї найвідомішої епохи («Ревізор», «Дядько Ваня»). У 1971 році комуністичний режим заборонив його у фільмографії та на телебаченні. Проте він продовжував грати в Драматичному клубі та інших театрах, наприклад у 1978 році в празькому житловому театрі Власти Храмостової він зіграв роль Макбета у виставі «Гра Макбета».
Разом із Вацлавом Гавелом та Людвіком Вацулік він був одним із трьох офіційних представників руху за громадянські права і був одним з ініціаторів подання петиції про захист прав людини Хартії 77. Після підписання Хартії 77 його неодноразово допитували й вислали до Австрії в рамках операції «Асанаці» (1978). Тут він став актором престижного віденського театру Бургтеатру, де брав участь у постановках Петра Задека.
Після повернення з Австрії з 1990 по 2008 роки він виступав у театрі На Забрадлі, Національному театрі, театрі Длоухе та Театрі Гібернія. Тимчасово працював драматургом. Окрім театру, він також писав для Чехословацького радіо.
Ландовський був відомим як грецький ловелас в екранізації роману Кундери «Я, похмурий бог» і незабутнім пивоваром в екранізації п'єси Гавла «Аудієнція», режисером якої був Їржі Менцель.
Він знімався у багатьох легендарних чехословацьких фільмах, як-от «Потяги під пильним наглядом», «Адельгейд», «Маркета Лазарова». Популярний був його майор Теразкий в екранізації «Чорні барони» Швандріка.
Наприкінці свого життя він страждав на цукровий діабет і після інсульту був прикутий до інвалідного візка. Павло Ландовський помер вдома в Кітині, 10 жовтня 2014 року, від інфаркту міокарда у віці 78 років.Останнє прощання з митцем відбулось у церкві св. Ігнатія на Карловій площі в Празі 17 жовтня 2014 року.

## Особисте життя
Його дружиною була драматург і сценограф Гелена Альбертова з 1962 по 1973 рік. Син Якуб — юрист та комунальний політик, партнер дочки Беатріце, був поетом Й. Х. Крховський. Його племінник — актор Павло Слабий.

## Театральні вистави
- Випадок для сільського міліціонера (чеськ. Případ pro vesnického policajta)
- Тимчасовий господар готелю (чеськ. Hodinový hoteliér)
- Героїня (чеськ. Supermanka)
- Санітарна ніч (чеськ. Sanitární noc)
- Нічна лінія (чеськ. Noční linka)
- Об'їзний шлях (чеськ.Objížďka)
- Arest
- Цього разу я розбагатію (чеськ. Protentokrát zbohatnem)

## Фільмографія
- (1957) Дідусь-автомобіль (чеськ. Dědeček automobil)
- (1969) Кожний молодий чоловік (чеськ. Každý mladý muž)
- (1969) Дівчата прийдуть пізніше (чеськ. Slečny přijdou později)
- (1969) Потяги під пильним наглядом (чеськ. Ostře sledované vlaky)
- (1967) Сигнал раку (чеськ. Znamení raka)
- (1967) Весілля як пояс (чеськ. Svatba jako řemen)
- (1967) «Маркета Лазарова» (чеськ. Marketa Lazarová)
- (1967) Особиста буря (чеськ. Soukromá vichřice)
- (1967) Дивовижна головоломка (чеськ. Zázračný hlavolam)
- (1967) Пікнік (чеськ. Piknik)
- (1968) Клітка для двох (чеськ. Klec pro dva)
- (1968) Пансіонат для одиноких чоловіків (чеськ. Pension pro svobodné pány)
- (1968) Людина, яка подорожчала (чеськ. Muž, který stoupl v ceně)
- (1968) Гріб у сні побачити (чеськ. Rakev ve snu viděti)
- (1969) Кінець священика (чеськ. Faráruv konec)
- (1969) Страждання молодого багатія (чеськ. Utrpení mladého Boháčka)
- (1969) Флірт з міс Стршібрноу (чеськ. Flirt se slečnou Stříbrnou)
- (1969) Я, похмурий бог (чеськ. Já, truchlivý bůh)
- (1970) Аделгейд (чеськ. Adelheid)
- (1970) Справа для шибеника-новачка (чеськ. Prípad pro zacínajícího kata)
- (1971) Весілля пана Вока (чеськ. Svatby pana Voka)
- (1971) Страшні любовні ігри (чеськ. Hry lásky šálivé)
- (1971) Бажання Шерлока Холмса (чеськ. Hry lásky šálivé)
- (1972) Солом'яний капелюх (чеськ. Slaměný klobouk)
- (1981) Регтайм (чеськ. Ragtime)
- (1981) Kopfstand
- (1981) Світ належить здатним (нім. Den Tüchtigen gehört die Welt)
- (1983) Собачі перегони (нім. Hunderennen)
- (1984) Шановний батьку (нім. Lieber Vater)
- (1985) Коп і дівчина (нім. Der Bulle und das Mädchen)
- (1988) Нестерпна легкість буття (чеськ. Nesnesitelná lehkost bytí)
- (1989) Золота діва (нім. Die goldenen Jungrau)
- (1989) Слідуй за мною (англ. Follow Me)
- (1991) У запалі королівської любові (чеськ. V žáru královské lásky)
- (1992) Чорні барони (чеськ. Černí baroni)
- (1993) Війна кольорів (чеськ. Válka barev)
- (1994) Америка (чеськ. Amerika)
- (1995) Небезпека (англ. Hazard)
- (1997) Неоднозначний звіт про кінець світу (чеськ. Nejasná zpráva o konci světa)
- (1997) Дорога через пустельний ліс (чеськ. Cesta pustým lesem)
- (1998) Стій, або я не вцілю (чеськ. Stůj, nebo se netrefím!)
- (2000) Вихід Ангела (чеськ. Anděl Exit)
- (2001) Мах, Шебестова та чарівна слухавка (чеськ. Mach, Šebestová a kouzelné sluchátko)
- (2001) Ніякого обличчя (чеськ. Bez tváře)
- (2005) Шматок неба (чеськ. Kousek nebe)
- (2007) Впіймайте лікаря (чеськ. Chyťte doktora)
- (2007) Порожні пляшки (чеськ. Vratné lahve)
- (2008) Нахаба (чеськ. Nestyda)
- (2009) Тіні не втечеш (чеськ. Stínu neutečeš)
- (2011) Західна історія (чеськ. Westernstory)
- (2012) Ублюдки 3 (чеськ. Bastardi 3)
- (2016) Смертельні історії (чеськ. Smrtelné historky)

## Телебачення
- (1969) Окуляри (чеськ. Brýle) — роль: менеджер кухні
- (1969) Сусіди на шпалерах (чеськ. Bližní na tapetě) — роль: водій швидкої допомоги Вацлав Кадержабек
- (1971) Новорічні твори пана Гоуски (чеськ. Silvestrovské kousky pana Housky) — роль: Франтішек Гоуска